# Jeu de grattage
Pour les articles homonymes, voir Carte à gratter.

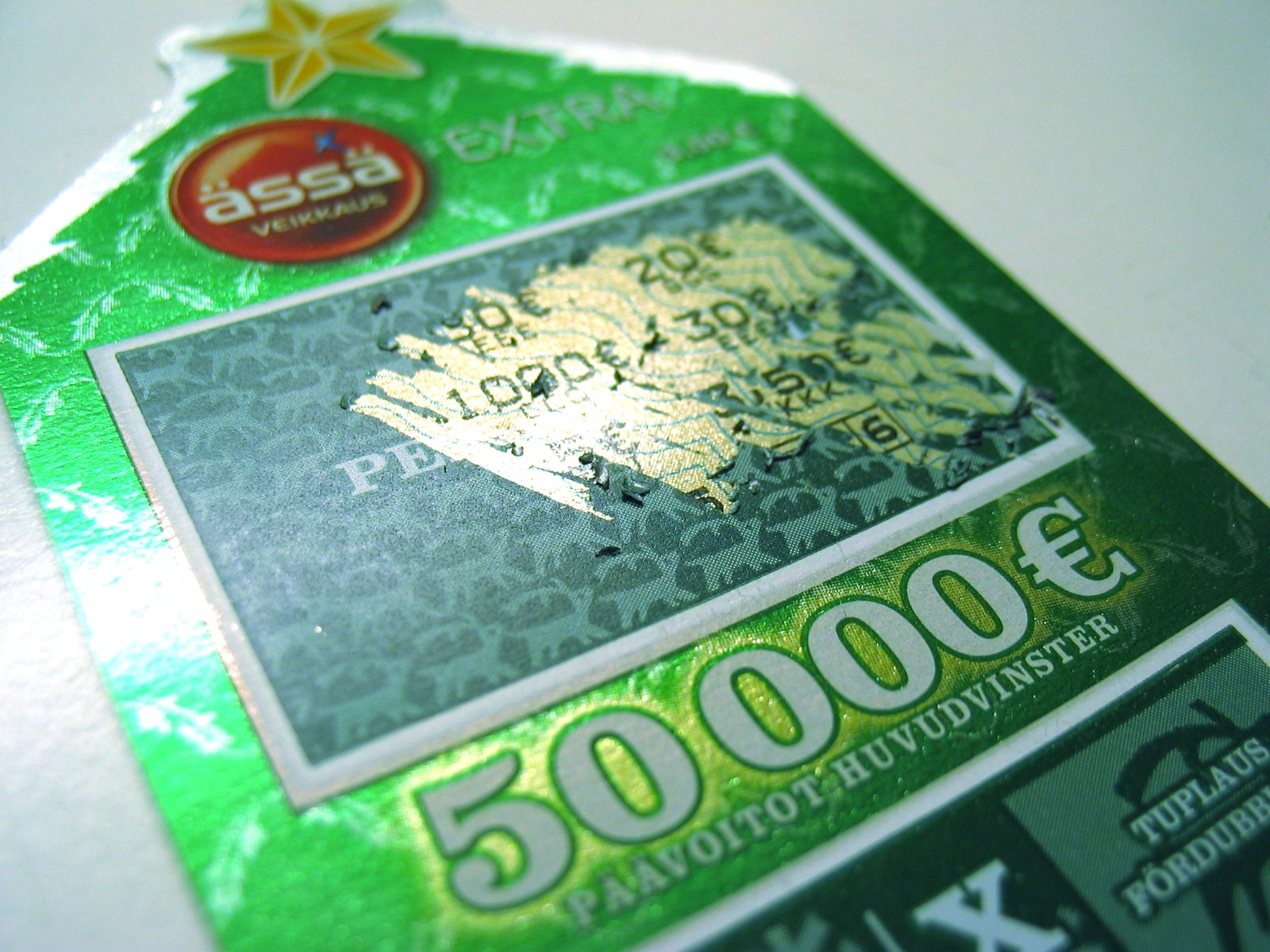
Un jeu de grattage finlandais Ässä Extra pour Noël 2006.

Un jeu de grattage (ou jeu à gratter) est un jeu de loterie. Sur une carte (une carte à gratter), en général de petit format, un vernis opaque masque le résultat et le joueur doit gratter le vernis pour connaître le résultat immédiatement. L'organisateur est à même de connaître la localisation des futurs gagnants par traçabilité de la fabrication et de la distribution des paquets de cartes.